# Тяпушкин, Алексей Александрович
Алексей Александрович Тяпушкин (14 сентября 1919, дер. Федяево, Вологодская губерния — 2 декабря 1988, Москва) — советский художник, участник Великой Отечественной войны, Герой Советского Союза, командир орудия 1054-го артиллерийского полка 416-й стрелковой Таганрогской Краснознамённой ордена Суворова дивизии 32-го стрелкового корпуса 5-й ударной армии 1-го Белорусского фронта, сержант. После войны получил известность как художник-абстракционист, деятель нонконформистского движения.

## Биография
Родился 14 сентября 1919 года в деревне Федяево в семье крестьянина. Русский. В 1926 году с родителями переехал в город Иваново. Здесь окончил школу № 32 и три курса Ивановского художественного училища.

### Великая Отечественная война
Осенью 1939 года, с 4-го курса училища, был призван в Красную Армию. Служил в артиллерии, в расчёте 152-мм гаубицы ящичным. Во время советско-финской войны 1939—1940 годов в составе 250-го гаубичного артиллерийского полка участвовал в прорыве «линии Маннергейма», взятии города Выборга. Затем полк был переброшен на юг. Здесь красноармеец Тяпушкин участвовал в походе в Бессарабию.
Начало Великой Отечественной войны встретил под Одессой, в городе Болград. Участвовал в боях за Одессу, Николаев. В середине августа 1941 года был ранен, попал в плен. Содержался в лагерях в Николаеве, после выздоровления стал направляться на работы. В апреле 1942 года бежал и пошёл на восток, переплыл Дон у города Азова. Через несколько месяцев пересёк линию фронта, прошёл штрафбат.
С февраля 1943 года и до конца войны воевал в составе артполка 416-й Азербайджанской стрелковой дивизии. В наступательных боях за Таганрог, Мелитополь, Николаев, Одессу в Ясско-Кишинёвской операции проявил мужество и боевую доблесть, был награждён медалью «За отвагу» и орденом Красной Звезды. К январю 1945 года, когда дивизия вела бои уже на территории Польши, сержант Тяпушкин был командиром расчёта 76-мм орудия 1054-го артиллерийского полка.
14 января 1945 года в районе населённого пункта Буды-Аугостовске при прорыве обороны противника уничтожил 3 пулемётные точки, 2 дзота, противотанковую пушку, штурмовое орудие. 16 января расчёт Тяпушкина в числе первых ворвался в польский городок Бялобжеги. В бою на подступах к городу он сам стал на место наводчика и лично подбил 2 танка, 2 самоходных орудия, бронетранспортёр. В боях на Кюстринском плацдарме ещё раз отличился — подбил «пантеру» и четыре самоходки врага.
Указом Президиума Верховного Совета СССР от 24 марта 1945 года за образцовое выполнение заданий командования и проявленные мужество и героизм в боях с немецко-фашистскими захватчиками сержанту Тяпушкину Алексею Александровичу присвоено звание Героя Советского Союза с вручением ордена Ленина и медали «Золотая Звезда».
Последние выстрелы артиллерист Тяпушкин сделал 1 мая 1945 года на улицах гитлеровской столицы. Осенью 1945 года был демобилизован.

### Художник
Вернувшись к мирной жизни, решил продолжить прерванную 6 лет назад учёбу, стать художником. Пришёл в студию военных художников имени Грекова, показал свои фронтовые зарисовки и получил рекомендательное письмо в институт. В 1951 году успешно окончил Московский государственный художественный институт имени Сурикова. В 1954 году в Москве открылась выставка произведений молодых московских художников Москвы и Московской области, где Алексей Тяпушкин впервые экспонировал свои произведения. С 1957 года работал в области станковой живописи, много ездил по стране. С начала 1960-х годов занимался абстрактным искусством, известен как последователь нонконформистского направления. Был принят в Союз художников СССР. С 1964 года его работы экспонировались на международных выставках в Англии, США, Польше. Участвовал на всех выставках московских художников — ветеранов Великой Отечественной войны.
В 1974 году был зрителем на 1-м осеннем просмотре картин «на открытом воздухе» в Беляево, известной как «бульдозерная выставка», и оказался первым из арестованных художников. В 1980 году открылась первая персональная выставка в Москве.
Жил в Москве. Скончался 2 декабря 1988 года. Похоронен на Щербинском кладбище города Москвы. В мае 2012 года на могиле установлен новый памятник.

## Награды
Награждён орденами Ленина, Красного Знамени, двумя орденами Отечественной войны 1-й степени, орденом Красной Звезды, медалями, в том числе «За отвагу», «За боевые заслуги».

## Память
На здании школы города Иваново, где учился Герой, установлена памятная доска.
Работы художника находятся в частных собраниях в России и за рубежом, в музее Modern Art, в Государственной Третьяковской галерее, в Русском музее, в экспозиции музея «Другое искусство»,  Коллекция Колодзей русского и восточноевропейского искусства, Kolodzei Art Foundation, в Ивановском областном художественном музее.